# Larry Hughes
Larry Darnell Hughes Sr. (San Luis, Misuri, 23 de enero de 1979) es un basquetbolista estadounidense que disputó trece temporadas en la NBA. Con 1.96 metros de estatura, jugaba en el puesto de escolta. Es conocido como "STL" por ser uno de los pocos jugadores de baloncesto que han salido del área de Saint Louis.

## Carrera

### Universidad
Procedente del Christian Brothers College High School, Larry Hughes asistió a la Universidad de Saint Louis, donde jugó una temporada en la que promedió 20.9 puntos y 5.1 rebotes por partido. Lideró a los Billikens al torneo de la NCAA en 1998, y fue nombrado freshman (novato) del año.

### NBA
Hughes fue seleccionado por Philadelphia 76ers en la 8.ª posición del Draft de 1998, donde disputó una temporada y media con el equipo, antes de ser traspasado a Golden State Warriors. En California jugó dos años y medio, llegando a promediar en su primer año completo en la franquicia 16.5 puntos por noche. 
Tras un segundo año mediocre en los Warriors, firmó en verano de 2002 con Washington Wizards. En la capital militó tres temporadas, rindiendo a un nivel muy alto y siendo pieza clave en la entrada de los Wizards en playoffs tras muchos años en el pozo. En la temporada 2004-05, su última en el equipo, promedió 22 puntos en 61 partidos. Esa misma campaña lideró la liga en robos por partido con 2,89. 
En el verano de 2005, Hughes firmó con Cleveland Cavaliers un contrato de cinco años. Fichado como complemento de LeBron James, lógicamente sus promedios anotadores descendieron, no pasando de 16 puntos por noche en los tres años que jugó en la franquicia.
El 21 de febrero de 2008 fue traspasado a Chicago Bulls en un traspaso a tres bandas entre los Bulls, los Cavaliers y Seattle Sonics. Junto con él, llegaba al equipo Shannon Brown, Drew Gooden y Cedric Simmons.
El 19 de febrero de 2009 fue traspasado a New York Knicks a cambio de Jerome James, Tim Thomas y Anthony Roberson.
El 18 de febrero de 2010 fue traspasado a Sacramento Kings en el traspaso a tres bandas que envió a Tracy McGrady a New York Knicks, aunque a los pocos días fue cortado por el equipo. El 13 de marzo de 2010 firmó como agente libre con Charlotte Bobcats.

## Estadísticas de su carrera en la NBA

### Temporada regular
| Año     | Equipo       | PJ  | PT  | MPP  | %TC  | %3P  | %TL  | RPP | APP | ROB | TPP | PPP  |
| ------- | ------------ | --- | --- | ---- | ---- | ---- | ---- | --- | --- | --- | --- | ---- |
| 1998–99 | Philadelphia | 50  | 1   | 19.8 | .411 | .154 | .709 | 3.8 | 1.5 | .9  | .3  | 9.1  |
| 1999–00 | Philadelphia | 50  | 5   | 20.4 | .416 | .216 | .746 | 3.2 | 1.5 | 1.1 | .2  | 10.0 |
| 1999–00 | Golden State | 32  | 32  | 40.8 | .389 | .243 | .736 | 5.9 | 4.1 | 1.9 | .5  | 22.7 |
| 2000–01 | Golden State | 50  | 45  | 36.9 | .383 | .187 | .766 | 5.5 | 4.5 | 1.9 | .6  | 16.5 |
| 2001–02 | Golden State | 73  | 56  | 28.1 | .423 | .194 | .737 | 3.4 | 4.3 | 1.5 | .3  | 12.3 |
| 2002–03 | Washington   | 67  | 56  | 31.9 | .467 | .367 | .731 | 4.6 | 3.1 | 1.3 | .4  | 12.8 |
| 2003–04 | Washington   | 61  | 61  | 33.8 | .397 | .341 | .797 | 5.3 | 2.4 | 1.6 | .4  | 18.8 |
| 2004–05 | Washington   | 61  | 61  | 38.7 | .430 | .282 | .777 | 6.3 | 4.7 | 2.9 | .3  | 22.0 |
| 2005–06 | Cleveland    | 36  | 31  | 35.6 | .409 | .368 | .756 | 4.5 | 3.6 | 1.5 | .6  | 15.5 |
| 2006–07 | Cleveland    | 70  | 68  | 37.1 | .400 | .333 | .676 | 3.8 | 3.7 | 1.3 | .4  | 14.9 |
| 2007–08 | Cleveland    | 40  | 32  | 30.3 | .377 | .341 | .815 | 3.6 | 2.4 | 1.5 | .3  | 12.3 |
| 2007–08 | Chicago      | 28  | 25  | 28.9 | .387 | .353 | .775 | 3.1 | 3.1 | 1.4 | .2  | 12.0 |
| 2008–09 | Chicago      | 30  | 6   | 26.4 | .412 | .392 | .817 | 3.1 | 2.0 | 1.2 | .3  | 12.0 |
| 2008–09 | New York     | 25  | 14  | 27.5 | .390 | .385 | .794 | 2.6 | 2.4 | 1.4 | .2  | 11.2 |
| 2009-10 | New York     | 31  | 14  | 26.5 | .366 | .289 | .823 | 3.5 | 3.5 | 1.3 | .4  | 9.6  |
| 2009-10 | Charlotte    | 14  | 2   | 21.1 | .327 | .357 | .853 | 2.3 | 2.0 | .9  | .3  | 8.1  |
| 2011-12 | Orlando      | 9   | 0   | 12.7 | .227 | .143 | .500 | .6  | .8  | .2  | .0  | 1.3  |
| Total   | Total        | 727 | 509 | 30.8 | .406 | .309 | .757 | 4.2 | 3.1 | 1.5 | .4  | 14.1 |

### Playoffs
| Año     | Equipo       | PJ | PT | MPP  | %TC  | %3P  | %TL  | RPP | APP | ROB | TPP | PPP  |
| ------- | ------------ | -- | -- | ---- | ---- | ---- | ---- | --- | --- | --- | --- | ---- |
| 1998–99 | Philadelphia | 8  | 2  | 24.8 | .403 | .000 | .833 | 4.6 | 2.0 | 1.9 | 1.1 | 10.3 |
| 2004–05 | Washington   | 10 | 10 | 40.1 | .376 | .212 | .831 | 7.1 | 3.7 | 2.0 | .7  | 20.7 |
| 2005–06 | Cleveland    | 9  | 8  | 37.3 | .319 | .278 | .742 | 3.0 | 4.0 | 2.2 | .1  | 11.1 |
| 2006–07 | Cleveland    | 18 | 18 | 35.5 | .347 | .352 | .746 | 3.9 | 2.4 | 1.4 | .4  | 11.3 |
| Total   | Total        | 45 | 38 | 35.0 | .358 | .277 | .790 | 4.6 | 3.0 | 1.8 | .6  | 13.2 |